# Ayu-mi-x II version US+EU
ayu-mi-x II version US+EU – kolejna wersja albumu remiksowego ayu-mi-x II Ayumi Hamasaki zawierająca remiksy artystów z Europy i USA. Album został wydany 8 marca 2000 roku w celu dalszego promowania drugiego albumu studyjnego LOVEppears piosenkarki. Zawiera 13 remiksów autorstwa takich producentów jak m.in. Junior Vasquez, The Orb, Hex Hector, Soul Solution. Znalazł się na 2. miejscu w rankingu Oricon. Sprzedano 230 030 kopii.

## Lista utworów
| #  | Tytuł                                                | Remix                                                                         | Czas |
| -- | ---------------------------------------------------- | ----------------------------------------------------------------------------- | ---- |
| 1  | "Boys & Girls" (Main Radio Mix)                      | Hex Hector                                                                    | 3:46 |
| 2  | "too late" (Soul Solution Remix)                     | Soul Solution (Soul Solution is Boddy Guy & Ernie Lake)                       | 3:45 |
| 3  | "appears" (Junior's Appears On The Air)              | Junior Vasquez                                                                | 2:45 |
| 4  | "monochrome" (Orb 7"Vocal Mix)                       | Orb @Lab. berlin B 4 2000 (Orb is FT & Satan at The monochrome Seti Sessions) | 4:03 |
| 5  | "End roll" (Mumu Dub Mix)                            | HARDKNOX                                                                      | 4:59 |
| 6  | "Fly high" (SAMPLE MADNESS REMIX 2)                  | EBOMAN                                                                        | 4:11 |
| 7  | "And then" (Rhythm Masters Vocal 7inch Mix)          | Rhythm Masters (Chetcuti/McGuinness)                                          | 3:44 |
| 8  | "WHATEVER" (Ferry 'System F' Corsten Vocal Edit Mix) | Ferry Corsten                                                                 | 3:52 |
| 9  | "Fly high" (Vincent De Moor Remix Radio Edit)        | Vincent De Moor                                                               | 3:52 |
| 10 | "Boys & Girls" (Junior's Radio Version)              | Junior Vasquez                                                                | 3:50 |
| 11 | "Trauma" (Thunderpuss remix)                         | Thunderpuss (Thunderpuss is Barry Harris and Chris Cox)                       | 3:42 |
| 12 | "kanariya" (Main Radio Mix)                          | Hex Hector                                                                    | 4:10 |
| 13 | "Who..." (Who Dub It?)                               | Mad Professor                                                                 | 4:09 |